# مادر (فیلم ۱۹۱۰)
«مادر» (انگلیسی: Mother (1910 film)) یک فیلم است که در سال ۱۹۱۰ منتشر شد.